# Bien de interés patrimonial (Austria)
Denkmalgeschütztes Objekt es un objeto protegido incluido en la lista de propiedades culturales de Austria según lo conserva la Oficina Federal de Monumentos conocida como Bundesdenkmalamt (BDA).
El directorio austriaco de objetos "kulturdenkmal" se mantiene de acuerdo con la ley de protección de monumentos austriacos de diciembre de 2007, que reportó más de 16 000 propiedades listadas en Austria. El BDA estima que el inventario total es de aproximadamente 60 000 objetos, y la base de datos completa de monumentos se publicó en 2011. Aproximadamente tres cuartas partes de los artículos en Austria son de naturaleza secular (castillos y palacios, edificios residenciales, etc.), el diez por ciento son edificios religiosos (iglesias), y aproximadamente un séptimo son grupos de monumentos (colecciones de museos, sitios arqueológicos y hallazgos). Además de la lista oficial de monumentos físicos, también hay una lista de artículos de interés del Manual de Dehio de Austria presentado por el Departamento de Inventario e Investigación Monumental (desarrollado por BDA).
| Tipo de Objeto                  | EN            | BGL         | KTN         | NOE          | OOE         | SBG         | STM         | TIR         | VBG       | WIE         |
| ------------------------------- | ------------- | ----------- | ----------- | ------------ | ----------- | ----------- | ----------- | ----------- | --------- | ----------- |
| Todos los Objetos               | 36,363 16,678 | 1,972 1,042 | 2,687 1,243 | 10,056 4,424 | 5,536 2,901 | 2,138 1,329 | 4,690 1,621 | 4,676 1,838 | 1,476 566 | 3,132 1,472 |
| Arqueología                     | 2,330         | 239         | 166         | 1,109        | 205         | 95          | 488         | 25          | 1         | 2           |
| Características de construcción | 113           | 6           | 3           | 19           | 18          | 6           | 9           | 22          | 2         | 28          |
| Patrimonio mueble               | 242           | NA          | NA          | NA           | NA          | NA          | NA          | NA          | NA        | NA          |
| Edificios individuales          | 17            | 2           | 2           | 4            | 4           | 1           | 3           | 1           | 0         | 0           |
| Jardines y parques              | 25            | 2           | 4           | 5            | 4           | 2           | 1           | 2           | 1         | 4           |
| Monumentos hortículturales      | 115           | 9           | 3           | 22           | 11          | 10          | 10          | 13          | 4         | 33          |
| Edificios seculares             | 12,239        | 699         | 968         | 2,924        | 2,413       | 1,121       | 932         | 1,450       | 471       | 1,261       |
| Edificios sagrados              | 1,384         | 77          | 91          | 305          | 214         | 86          | 144         | 313         | 81        | 73          |
| Colecciones                     | 121           | 8           | 1           | 10           | 9           | 8           | 20          | 5           | 3         | 57          |
| Monumentos técnicos             | 92            | 0           | 5           | 26           | 23          | 0           | 14          | 7           | 3         | 14          |